# Aparapotamon grahami
Aparapotamon grahami е вид ракообразно от семейство Potamidae. Видът е незастрашен от изчезване.

## Разпространение
Разпространен е в Китай (Гуейджоу, Съчуан, Хубей, Шънси и Юннан).

## Описание
Популацията на вида е стабилна.